# Bairdiella ronchus
Bairdiella ronchus är en fiskart som först beskrevs av Cuvier, 1830.  Bairdiella ronchus ingår i släktet Bairdiella och familjen havsgösfiskar. Inga underarter finns listade.